# Frontón
Il frontón in lingua castigliana o frontó in valenciano è una specialità sferistica di palla valenciana.

## Regolamento

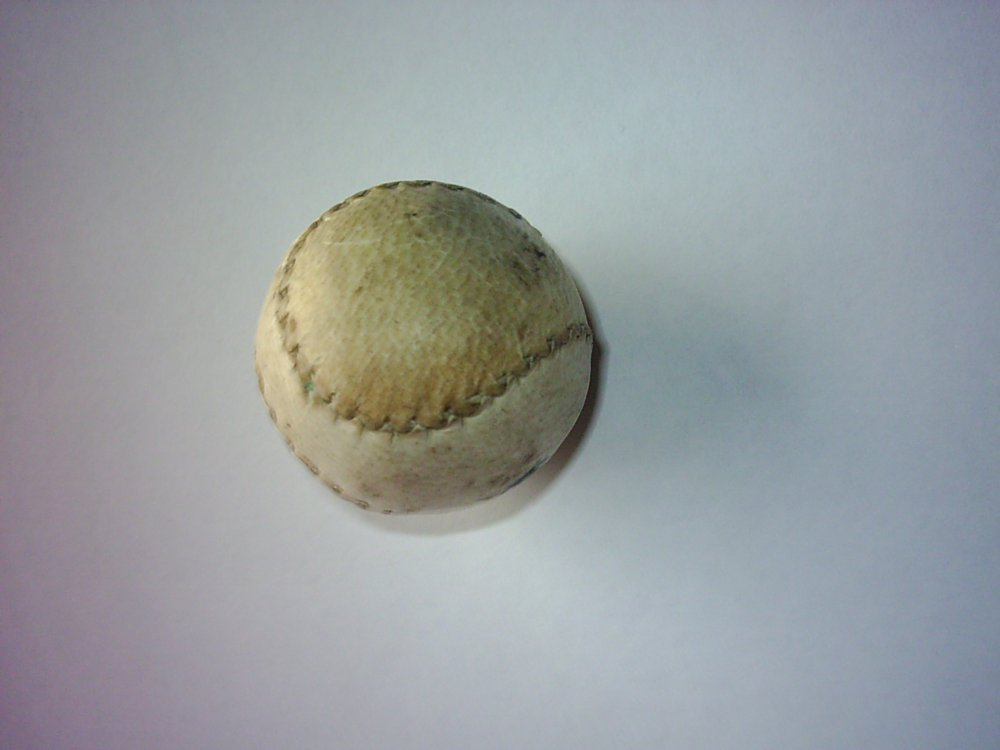
Palla regolamentare

Le modalità di gioco sono due: individuale e doppio. Il campo in sferisterio è costituito da uno spazio rettangolare, lungo 25 m, delimitato da un muro frontale che si estende lateralmente a sinistra e posteriormente ai giocatori. Gli atleti con una mano devono colpire energicamente la palla verso il muro frontale affinché il rimbalzo sia incontrollabile dagli avversari: la palla ha un nucleo di pallina in gomma ricoperta di lana poi avvolta da cuoio caprino e pesa 45-50 g con diametro di 3,8–4 cm. Conquista la vittoria chi totalizza 41 punti, ma se i contendenti pareggiano sul 40 pari vince chi poi totalizza 51 punti.